# Rio das Pérolas
O rio das Pérolas (em chinês: Zhu Jiang) é um rio localizado no sul da China, o terceiro em comprimento (depois dos rios Azul e Amarelo) e o segundo em caudal (depois do Azul). Atravessa as províncias de Cantão, Quancim, Iunã e Guizou e parte de Hunã e Jianxi, desaguando no mar da China Meridional. Tem 2 400 quilômetros de comprimento. Seus afluentes principais são os rios Xi, Bei, Dongue.